# Exame (revista brasileña)
Exame es una revista quincenal especializada en economía, negocios, política y tecnología editada por Editora Abril, en São Paulo, Brasil, fundado en julio de 1967. Debido al crecimiento acelerado, el boletín se convirtió en una revista de economía y negocios, siendo responsable de la aparición de otras revistas, como Você S/A e Info Exame. Actualmente pertenece a Editora e Comércio Valongo, que a su vez es administrada por BTG Pactual Holding.